# 上川村 (広島県)
上川村（かみかわむら）は、広島県甲奴郡にあった村。現在の三次市の一部にあたる。

## 地理
上下川支流・抜湯川と田総川の上流域に位置していた。

## 歴史
- 1889年（明治22年）4月1日、町村制の施行により、甲奴郡太郎丸村、知和村、安田村、抜湯村、有田村が発足[3]。
- 1912年（大正元年）11月1日、上記5村が合併して上川村が発足[1][2]。旧村名を継承した太郎丸、知和、安田、抜湯、有田の5大字を編成[2]。
- 1955年（昭和30年）3月31日、上川村を二分割し、大字抜湯・有田・安田（一部）・太郎丸（一部）は甲奴郡甲奴村と合併し、町制施行して甲奴町を新設[1][2]。大字知和・安田（一部）・太郎丸（一部）は双三郡吉舎町に編入され廃止[1][2]。

### 地名の由来
村域の川の地図上の形状が「上」の字に似ていることから。

## 産業
- 農業[2]

## 教育
- 1913年（大正2年）大字抜湯に上川東小学校（抜湯小学校改称）を、大字安田に上川西小学校（安田小学校改称）をそれぞれ開校[2]。
- 1947年（昭和22年）大字抜湯に上川中学校を、同時に東教場、西教場を開校[2]。中学校統合により1951年（昭和26年）西分校が、1952年（昭和27年）上川中学校が廃止された[2]。